# Fanø
 For alternative betydninger, se Fanø (flertydig). (Se også artikler, som begynder med Fanø)
 Der er for få eller ingen kildehenvisninger i denne artikel, hvilket er et problem. Du kan hjælpe ved at angive troværdige kilder til de påstande, som fremføres i artiklen.

Fanø er en 56 kvadratkilometer stor, langstrakt sandø i Vadehavet ud for Esbjerg. I april 2005 blev det vedtaget, at Fanø Kommune - som flere andre øer - skulle bevares som en selvstændig kommune.
Fanø har igennem historien været præget af søfart, men domineres i dag hovedsagelig af turisme. Lokalbefolkningen ernærer sig almindeligvis ved turisterhvervet eller tager færgen til Esbjerg for at arbejde dér. Turistattraktionerne er bl.a. stranden og naturen. I nutiden er der omkring 2500 sommerhuse og flere badehoteller på Fanø. Turisme og udlejning af ferieboliger er Fanøs vigtigste indtægt.
Der er gode muligheder for at finde rav og det rige dyreliv på Fanø omfatter blandt andet et mylder af vilde kaniner, hvoraf størstedelen dog er døde eller forventes at dø af kaninpest.
Fanø er også en del af Nationalpark Vadehavet. Den danske del af Vadehavet blev optaget på UNESCOs verdensarvslisten i 2014.

## Historie
For omkring 9.000 år siden fulgte kysten sandsynligvis en linje fra Blåvands Huk i nord til den tyske ø Sild i syd. De lavtliggende hedesletter blev 1.000 år senere overskyllet af havet og dannede store sandvolde, som efterhånden udviklede sig til den skærmende ø-barriere, der hedder Fanø, Mandø og Rømø. I læ af øerne begyndte dannelsen af det egentlige vadehav. Siden har tidevand, stormfloder og vind fået Fanø til at vokse mod vest.
Der er ikke spor af mennesker gennem oldtidsfund på øen. Første tegn på beboelse på Fanø kan læses i Kong Valdemars Jordebog i 1231. Som fæstebønder hos kongens krongods slap fanøboerne for hovarbejde, men skulle i stedet betale frihedspenge. Tørke, stormflod og særlig sandflugten, der hærgede i 1500- og 1600-tallet gjorde at det ofte var trange tider for øboerne. Kongen styrede øen via sine embedsmænd på Riberhus Ladegård. Ribe havde også retten til handel og skibsfart på Fanø. På Fanø havde man stort set kun fiskeriet at leve af.
1685 blev Ribe monopol på handel med Fanøs fiskefangst ophævet. 1719 satte Frederik 4. Fanø, Mandø og godserne i Ribe på offentlig auktion. Men først i 1741 fik Fanøs befolkning råd til at købe øen af Frederik 6. for 6000 rigsdaler på en auktion i Ribe og fik herved retten til "fri sejlads", hvilket hidtil havde været forbeholdt Ribe.
Købet af Fanø i 1741 blev startskuddet til Fanøs storhedstid. Frem mod 1807 prægedes øen af vækst med tiltagende skibsbyggeri og en hastigt voksende handelsflåde.
Omkring 1760 startede bygningen af skibe i Sønderho og Nordby, som kunne trækkes op på stranden ved Sønderho om vinteren.
Familierne på Fanø betalte også en høj pris for mændenes færden på havet. Mange skibe forliste. F.eks. blev 40 koner i landsbyen Sønderho enker - og 100 børn faderløse - i årene fra 1824-27.
Fanø mistede hovedparten af denne flåde under Englandskrigene i 1807-14, og det blev indledningen til en stagnationstid, der varede til omkring 1840.
Herefter var der igen kraftig vækst i skibsbyggeriet, og frem mod højdepunktet i 1897 oplevede Fanø sin guldalder. I perioden fra 1768 til 1896 blev der på Fanø bygget ca. 1100 skibe. Godt tyve år senere var Fanøs flåde, der lige siden 1783 havde været en af de fire største flåder i Danmark, stort set forsvundet. Fanøs sidste skib blev bygget i 1896.
Sønderhos naturhavn sandede til, og dampskibe overtog transporten af varer fra sejlskibene. En af vigtigste årsager til nedgangen var etableringen af Esbjerg Havn i 1868.
På Fanø blev der fanget fugle i fuglekøjer på Fanø fra 1866 til 1931. De fire fuglekøjer ligger på østkysten ved Albue Bugt i Vadehavet. Jagtloven blev ændret i 1931, så det blev forbudt at fange fugle i fuglekøjer.
Fanø Bad, sydvest for Nordby startede beskedent i 1879, 1891 byggede man sydvest for Nordby Danmark. I de første år kunne man leje en hestetrukken badevogne der blev kørt langt ud i det lave vand. Snart var der også en golfbane til rådighed for badegæsterne. I løbet af få år bygges der hoteller, blandt andre Kurhotellet, Hotel Kongen af Danmark, Strandhotellet, Hansens Pensionat og Kellers Hotel. Ved Fanø Bad ses stadig nogle få af de gamle ferievillaer i første klitrække, men ellers er de gamle pensionater og badehoteller revet ned og erstattet af moderne hoteller og feriecentre.

### 2. verdenskrig
Under 2. verdenskrig var mange af Fanøs sømænd beskæftiget på danske handelsskibe – nogle sejlede for hjemmeflåden, andre sejlede forsyninger over Atlanten for de allierede. Mange fannikker mistede livet ved påsejling af søminer eller ved tyske ubådes angreb.
Om formiddagen den 9. april 1940 lagde tre tyske skibe til kaj i Nordby, og tyske tropper satte kursen mod kabelhusene ved stranden, alle forbindelseslinjer skulle afbrydes.
Fanø var et af de stærkest befæstede områder i Danmark. Tyskerne befæstede øen som led i deres beskyttelse af havnen og lufthavnen i Esbjerg. I alt blev der på Fanø opført knap 300 bunkers. Der blev også anlagt minefelter, betonveje samt to tipvognsjernbaner. Befæstningsværkerne sætter stadig i dag deres spor rundt omkring på øen.
Den 27. august 1944 blev Esbjerg Flyveplads angrebet af amerikanske B17 bombemaskiner med jagereskorte. Jagerne beskød under angrebet Fanø Nord, med det resultat, at der i to af stillingerne udbrød kraftige brande.
Ved krigens afslutning havde tyskerne opstillet 5 kystbatterier på Fanø: Marinebatterierne Fanø Nord (N for Nordby), Grådyb (NV for golfbanen) og Pælebjerg (S for Pælebjerg) samt hærkystbatterierne Vesterhavsbad (NV for golfbanen) og Mosdalsbjerg (V for Sønderho). Ved batteriet Grådyb stod der 2 pansertårne med hver to stk. 15 cm kanoner, stammende fra slagskibet Gneisenau. De skulle sammen med Tirpitz-stillingen ved Blåvand sikre indsejlingen til Esbjerg. Kanontårnene blev i 1951 flyttet til det nu nedlagte Stevnsfortet, hvor de stadig kan ses. Herudover var der bl.a. opstillet et antal flakbatterier: Halen (Nordlige Halen), Melbjerg (SV for Nordby), Odden (N for Nordby) samt et øvelsesbatteri syd for Fanø Vesterhavsbad. Ud over batteristillingerne fandtes der et stort antal militære installationer på Fanø, blandt andet opstillingerne af radarer af typen ”Freya”. Der var også opstillet lyskastere som blev brugt af det tunge flak under beskydning om natten. Den største lyskaster fandtes syd for batteri VESTERHAVSBAD. Det var en lyskaster med en 200 cm / diameter. Denne lyskaster havde en lysstyrke på en milliard normal lys og kunne række op til 10 – 12 km, svarende til det svære flaks rækkevidde.
Fanø oplevede mange luftalarmer, hvor flakbatterierne afgav store ildmængder og lyskasterne forsøgte at indfange de allierede fly.

### Nyere tid
I 1960'erne og 1970'erne begyndte man at bygge sommerhuse i klitterne ved Rindby Strand. Derudover blev Nordby, i samme periode, udvidet med mange nye parcelhuse, der i dag udgør en stor del af byen. Disse blev for det meste bygget nær den nye skole, der i dag er den eneste skole på øen.

## Demografi
I 2016 var der omkring 26 procent flere borgere i aldersgruppen 50-100 år, end der er borgere under 50 år. Ifølge befolkningsfremskrivninger fra Danmarks Statistik er knap 64 procent af befolkningen i 2035 over 50 år. For at ændre denne udvikling forsøger Fanø Kommune at tiltrække børnefamilier til øen. Kommunen har blandt andet renoveret og nybygget dele af skole og daginstitution samt udstykket nye attraktive byggegrunde med havudsigt, som er henvendt til netop børnefamilierne.

## Geografi
Fanø er den nordligste af de tre danske beboede vadehavsøer. Der er strand, klitter, strandeng, hede og klitplantager. Ved Sønderho ligger sandbankerne Keldsand, Peter Meyers Sand og Langejord.Langs østkysten og i den nordlige del af øen findes strandengsområder og ved vestkysten dominerer de store strand- og klitpartier. På turen langs landevejen fra nord til syd ledes man gennem øens vidtstrakte heder og klitplantagen midt på øen.
Der er tre byer på Fanø:
- Nordby som er den største, og som ligger nordligst.
- Rindby mellem Nordby og Sønderho består af huse og gårde. I Rindby lå øens ældste kirke, der blev nedrevet 1786. Materialerne herfra blev brugt til opførelse af Nordby Kirke. Rindby kirkegård med kapel fra 1894 findes stadig. Rindby Strand rummer store områder med sommerhuse, ligesom der er flere campingpladser. Rindby Strand har ligesom Fanø Vesterhavsbad og Sønderho tilkørsel til stranden, som endda betjenes af øens eneste busrute.

- Sønderho, som er den næststørste, og som ligger sydligst. Tidligere, dvs. før anlæggelsen af havnen i Esbjerg, var hovederhvervet søfart, en beskæftigelse de fleste af landsbyens mænd havde. I dag er Sønderho en turistmagnet, især på grund af de omtrent 300 velbevarede og fredede gamle, stråtækte skipperhuse, omgivet af små haver og åbne grønne områder. Landsbyen er værnet mod vind og vand bag klitter mod vest-syd og bag grønne diger mod øst-nord.
- Søren Jessens Sand er et højsand vest for det nordlige Fanø. Søren Jessens Sand er 2–3 km² stort og var tidligere adskilt fra Fanø af Hamborg Dyb, men i dag er dybet sandet til. Der er adgang til højsandet ved Fanø Vesterhavsbad. Højsandet er navngivet efter Hjertingskipperen Søren Jessen, der forliste sidst i 1700-tallet. Der har gennem tiden været flere drukneulykker på stedet, da tidevandet kan komme hurtigt ind. Mister man stedsansen og søger den korteste vej mod Nordby.
- Keldsand er et højsand i Vadehavet øst for Sønderho som mod sydøst begrænses af Knudedyb. Det ca. 10 km² store højsand ændrer stadig størrelse og form, og den højeste del har siden 1960 været præget af tilgroning. Der er adgangsforbud på højsandet hele året.
- Peter Meyers Sand er en landgrund øst for Keldsand, som er opkaldt efter skipper Piet Meyer der i september 1751 med sit skib var på vej ind gennem Galgedyb og strandede på Galgerevet sydvest for Sønderho. Navnet hentyder at der i 1713 blev opsat en galge med et blus for at lede ind til en ankerplads ved Sønderho, som dengang kunne besejles.
- Langjord er et højsand sydvest for Sønderho, som er mest kendt for de store forekomster af sæler. Vandrer man ud over vaden fra Sønderho Strand på Fanø, kommer man ganske tæt på de hvilende sæler på Langjord. I april og maj er der næsten med sikkerhed også gråsæler på sandbanken.
- Nordby Sogn og Sønderho Sogn har en liste over Fanøs anerkendte stednavne.

### Fauna
Fanøs beliggenhed ved Vadehavet (og den yderste vestlige kyst) gør, at øen er ideel på trækruten for fugle på vej til og fra deres ynglepladser. Mange spændende fuglearter kommer forbi.[kilde mangler]
Fanøs beliggenhed lidt vest for den jyske halvø ud for Esbjerg – uden fast forbindelse til et kontinent – gør, at der er flere dyrearter, som ikke findes på Fanø, og flere dyrearter er importeret til øen.[kilde mangler] Flere dyrearter kan ikke trives, da Fanø jo ret beset bare er én stor revle, som er blevet til en klit.[kilde mangler] Der findes f.eks. ikke egern, muldvarpe, grævling og hugorm.[kilde mangler] Til gengæld er der forholdsvis mange ræve, og netop det store antal ræve de sidste år er med til at ændre Fanøs natur – det er f.eks. ikke nemt at finde ynglende måger mere; disse tages simpelthen af rævene. Jagt tager nogle ræve, men det er ikke nok til at beskytte de ynglende fugle. Kaniner, harer, pindsvin og rådyr er talrige.[kilde mangler]
Sydvest for øen samles mange sæler på en sandbanke på den anden side af Galgedyb. Ved ebbe er det muligt at gå ud til renden.[kilde mangler]

## Transport
Før i tiden, hvor Fanøs indbyggere var levede af fiskeri og landbrug, foregik turene til fastlandet i egne både. Øvrighedspersonerne kom i embedsbåde over Strandby til Fanø. Andre tog over med fiskerne eller med tørveskuderne fra Ribe, Store Darum eller Varde. Både i Strandby og i Nordby findes der beretninger om at der har været en slags form for organiseret færgeri. Men det ikke regulær færgedrift, det var kun lejlighedsvis og det var op til de enkelte mænd om de ville færge.
- 1699 bevilger stiftamtmanden i Ribe, lensgreve Hans Schack Oluf Christian Engelstoft eneret på færgeri mellem Strandby og Fanø. Dokumentet indeholder dog intet om nogen forpligtigelse om fast færgedrift.
- 1793 får kromand Niels Jacobsen, Nordby en kgl. bevilling med ret til at "besørge Færgeløbet". Fra 1810 bliver det til virkelighed, at beboerne på omgang færgede med rejsende.
- 1813 er det igen Niels Jacobsen, der driver færgefart og krohold med bevilling.
- 1816 driver Hans Jessen færgefarten og krohold (med monopol på samme). 1820 får Hans Jessen eneret på postbefordring mellem Nordby og Sønderho. Hans Jessen dør 1830 og sønnen Jens Jessen overtager, men dør allerede 1837. Enken driver færge og kroforretningen videre og gifter sig senere med Carl Kolvig, som overtager forretningen 1839. 1855 driver brødrene Kolvig driver færgefarten.
- 1878 anlægges anløbsbro både i Nordby og på Fanø til den første færgedamper. S/S Fanø indsættes. Den stak kun tre fod. Båden havde to skruer med dobbelt maskine á 12 hk. Nu kunne turen til og fra Nordby gøres på under en time. (1878–1891)
- 1891 indsættes skruedamperen S/S Esbjerg. Bygget i Hamborg af H. Brandenburg 1888. længde 75 7/10 fod, bredde 15 3/10 fod. 57,85 brt., 31,26 nrt. 35 nom. Hk, høj- og lavtryksdampmaskine. (1891– 1904)
- 1904 indsættes S/S Esbjerg, en nybygget hjuldamper, som blev kaldt "Skildpadden". 101 brt., 95 hk. Bygget i Kiel 1904. (1904–1926)
- 1921 indsættes M/B ”Nøne” af færgeriet. Bygget af E. Bondegaard i Marstal, 32 brt. Plads til 165 passagerer og 50 cykler (1921–1962)
- 1931 indsættes M/F Nordby, som var indrettet med passagersaloner for og agter med plads til 500 passagerer, og med plads til 8 biler. (1931–1964)
- 1955 bygges nye færgelejer både i Esbjerg og på Fanø. "Nøne" sejlede indtil 1962, da den blev afløst af den nuværende M/B Sønderho, der også i nutiden fungerer som reservebåd.
- 1964 indsættes de nye bilfærger, M/F Nordby og M/F Esbjerg. De to søsterskibe har en kapacitet på 500 passagerer og ca. 25 biler. 1977 overtager DSB færgeriet.
- 1998 overtager Scandlines færgeriet. Der bygges ny terminal, kontor og vognbaner, og de to nye færger M/F Fenja og M/F Menja tages i brug.
- 2007 ændrer ruten navn til FanøLinjen og administreres siden 2018 af Molslinjen.
- 2020 bygges elfærgen Grotte, der bliver indsat i oktober 2021. Færgen er nu primærfærge.

## Økonomi
Turismen er meget vigtig for Fanø. Allerede i 1890'erne blev området ved Fanø Bad udnævnt til internationalt badeområde, og øens første badehotel og kursted, blev opført på dette sted. Nu om stunder er badehotellerne væk, men nogle af de tidlige feriehuse kan fortsat ses. Nu finder man øens indendørs badeland i dette område sammen med en lang række nyere sommerhuse.

## Uddannelse
Indtil 1989, hvor Sønderho skole blev nedlagt, havde Fanø to skoler. Nordby Skole skiftede i 2015 navn til Fanø Skole.
Frem til julen 2013, havde Fanø Efterskole til huse i Nordby og udbød flere linjer bl.a. musik, musical, golf, hardball, MilSim og udeliv, samt valgfag som f.eks. psykologi, guitar, rytmisk gymnastik osv.
Skolen måtte imidlertid lukke, da der ikke var penge til den fortsatte drift.

## Kultur
Fanø er kendt for sine folkedragter, og folkemusik har også en stærk tradition på øen.
Fanø Museum i Nordby er et kulturhistorisk museum indrettet i en stråtækt bygning fra 1801. Det oprindelige inventar er suppleret med et bredt udsnit af datidens husholdnings-, landbrugs- og fiskeri-redskaber samt talrige kunstgenstande mm.
Fanø Kunstmuseum i Sønderho har en fast maleriudstilling lavet af fanømalere fra kunstnerkolonien på øen.

### Kirker
Der findes i dag to kirker på Fanø: Sønderho Kirke og Nordby Kirke.
Sønderhos nuværende kirke blev opført i 1782. Den opførtes samme sted som den oprindelige kirke, der blev revet ned på grund af ringe forfatning. Kirkens ældste inventar er døbefonten fra 1100-tallet. Dåbsfadet fra ca. 1600 er af nederlandsk oprindelse. Alteret er fra 1717 og fra den oprindelige kirke. Nordby kirke er opført i 1786 og afløste sognets gamle kirke i Rindby (nedrevet samme år). Altertavlen er fra 1622 og prædikestolens lydhimmel bærer årstallet 1620. Kirkens ældste stykke inventar er døbefonten fra sidste halvdel af 1400-tallet. Alle tre dele stammer fra den gamle kirke i Rindby. I begge kirker hænger der mange flotte kirkeskibe.

### Seværdigheder
Fanø har en 15 km lang badestrand mod vest og har flere steder en bredde på omkring 1 km. Der er muligheder for ravjagt, wind- og kitesurf og Blokart. Langsom bilkørsel er tilladt.
Nordby har mange gamle huse, der ofte er bygget i en øst-vestvendt retning. Mange huse er malet i gule eller røde pastelfarver. Nogle med stråtag, andre med rødt tegl.
Rindby havde øens ældste kirke, men blev nedrevet 1786. Materialerne herfra blev brugt til opførelse af Nordby Kirke. Rindby kirkegård med kapel fra 1894 findes stadig. Rindby Strand rummer Fanøs fleste sommerhuse, som er beliggende i en stor klitplantage med mange vandremuligheder.
Sønderho har mange gamle, velbevarede bygninger fra midten af 1700- tallet og 100 år frem, hvor Sønderho var den dominerende søfartsby på den jyske vestkyst. Havnen og værftsområdet lå i en lille beskyttet bugt i den nord-østlige ende af Sønderho. Men indsejlingen sandede efterhånden til og er i dag engarealer.
- Fanø Bad er et ferieområde på Fanø. Den ligger ca 1,5 km nord for Rindby ud til stranden. Bebyggelserne i Fanø Bad består mest sommerhuse, hoteller og ferielejligheder, men der er også butikker, restauranter og isbutikker.
- Fanø Skibsfarts og Dragtsamling i Nordby fortæller om øens maritime storhedstid. Desuden har museet en udstilling med Fanødragter.
- Fanø Flisesamling er en udstilling om fliserne, som blev hjembragt fra Holland i perioden 1650-1900. Samlingen er ophængt på Café Nanas Stue i Sønderho.
- Hannes Hus er et skipperhus bygget i 1750'erne. Huset giver et godt indtryk af levevilkårene i Sønderho under sejlskibenes storhedstid.
- Sønderho Mølle er en kornvindmølle opført i 1895.
- Sønderho gamle redningsstation fra 1887 indeholder en hestetrukket redningsbåd samt plancher med skildringer af de farlige redningsaktioner ved Sønderho og om det danske redningsvæsens historie.
- Sprøjtehuset i Sønderho fra 1868 er et af Danmarks ældste. Sprøjtevognen fra slottet Schackenborg er bygget i 1895.
- Pælebjerg er en 21 meter høj bakke i Fanø Klitplantage, hvorfra der er en fin udsigt over øen. Der er afmærkede vandreruter i nærheden.
- Skovlegepladsen sydøst for Pælebjerg har en lang række legeredskaber og træskulpturer lavet i træ fra plantagen samt en grillplads.
- Fuglekøjer på østsiden af plantagen, tæt ved vandet, finder man fuglekøjerne: Albue Fuglekøje samt Sønderho Gl. Fuglekøje.

### Begivenheder
Hvert år sidst i juni måned afholdes en stor dragefestival på stranden ved Rindby Strand, hvor folk kommer langvejs fra.

### Sport
Der er også et stort område på selve stranden beregnet på strandbuggyer og lignende. I havet dyrkes først og fremmest svømning, men også kitesurfing. Syd for Nordby blev der i juli 2008 indviet en fiskesø.

### Biblioteker
Fanø har to biblioteker, Nordby bibliotek og Sønderho bibliotek, der begge hører under Esbjerg Kommunes biblioteker. Nordby bibliotek ligger i udkanten af byen på Fanø skole, og Sønderho bibliotek ligger ved Sønderho Kirke.